# Portogallo ai XXII Giochi olimpici invernali
Il Portogallo ha partecipato ai XXII Giochi olimpici invernali, che si sono svolti dal 7 al 23 febbraio 2014 a Soči in Russia, con una delegazione composta da due atleti impegnati nelle gare di sci alpino.

## Risultati

### Uomini
| Gara                     | Atleta       | Manche 1 | Manche 1  | Manche 2 | Manche 2  | Totale | Totale    |
| Gara                     | Atleta       | Tempo    | Posizione | Tempo    | Posizione | Tempo  | Posizione |
| ------------------------ | ------------ | -------- | --------- | -------- | --------- | ------ | --------- |
| Slalom gigante maschile  | Arthur Hanse | DNF      | DNF       | DNF      | DNF       | DNF    | DNF       |
| Slalom speciale maschile | Arthur Hanse | 1'30"52  | 57        | DNF      | DNF       | DNF    | DNF       |

### Donne
| Gara                      | Atleta       | Manche 1 | Manche 1  | Manche 2 | Manche 2  | Totale  | Totale    |
| Gara                      | Atleta       | Tempo    | Posizione | Tempo    | Posizione | Tempo   | Posizione |
| ------------------------- | ------------ | -------- | --------- | -------- | --------- | ------- | --------- |
| Slalom gigante femminile  | Camille Dias | 1'05"24  | 48        | 1'03"26  | 41        | 2'08"50 | 40        |
| Slalom speciale femminile | Camille Dias | 1'32"70  | 73        | 1'34"93  | 63        | 3'07"63 | 59        |